# 59 Serpentis
59 Serpentis (d Serpentis) é uma estrela na direção da Serpens. Possui uma ascensão reta de 18h 27m 12.20s e uma declinação de +00° 11′ 48.0″. Sua magnitude aparente é igual a 5.20. Sua magnitude absoluta é igual a .